# Funivia Eisgratbahn
La funivia Eisgratbahn è un impianto di risalita trifune, il primo al mondo di questo tipo realizzato con due rami a funzionamento continuo, che collega il comune di Mutterberg, frazione di Neustift im Stubaital, al Ghiacciaio dello Stubai. La cima del ghiacciaio, con la piattaforma panoramica Top of Tyrol, può essere raggiunta tramite il secondo impianto, la cabinovia Schaufeljochbahn.

## Storia
La funivia Eisgratbahn è stata costruita nel 2016 per sostituire l'impianto precedente, denominato Eisgrat, che ha effettuato le ultime corse il 2 aprile, dopo 44 anni di utilizzo. Il nuovo impianto, invece, è diventato operativo il 22 ottobre 2016, come funivia trifune più lunga delle Alpi e prima al mondo di questo tipo realizzato con due tratti connessi tra loro.

## Descrizione
La funivia Eisgratbahn si suddivide in due tratti, denominati rispettivamente Eisgratbahn I e Eisgratbahn II. La stazione a valle, a Mutterberg (frazione di Neustift im Stubaital) si trova ad una quota 1 697 m s.l.m., quella intermedia (di nome Fernau) a 2 291, mentre quella a monte a 2 885. Ciascuna delle 48 cabine che compongono l'impianto può trasportare 32 persone, per una portata di 3 014 persone ogni ora. I sostegni dell'impianto sono complessivamente 7.

## Galleria d'immagini

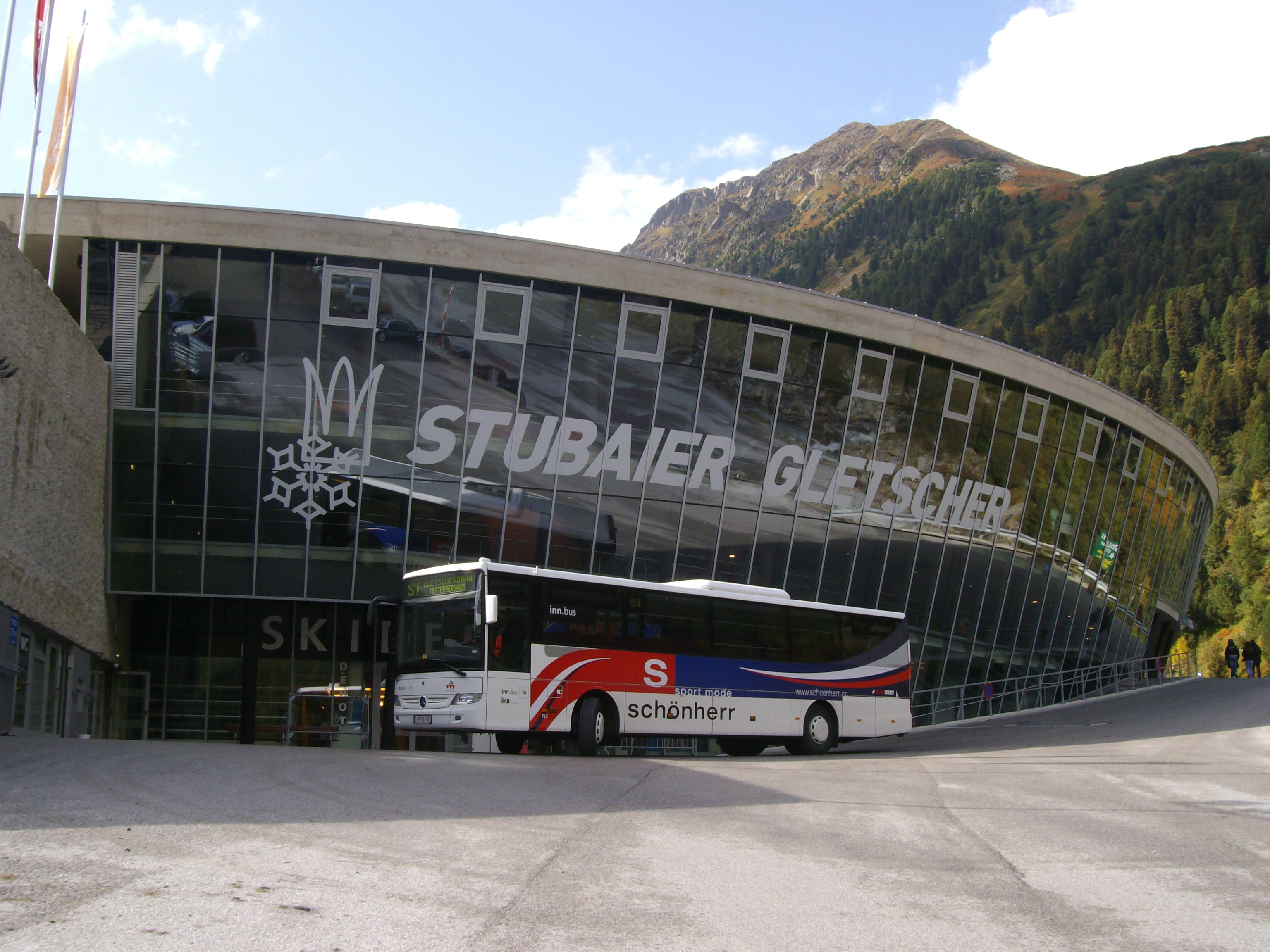
Entrata della stazione a valle
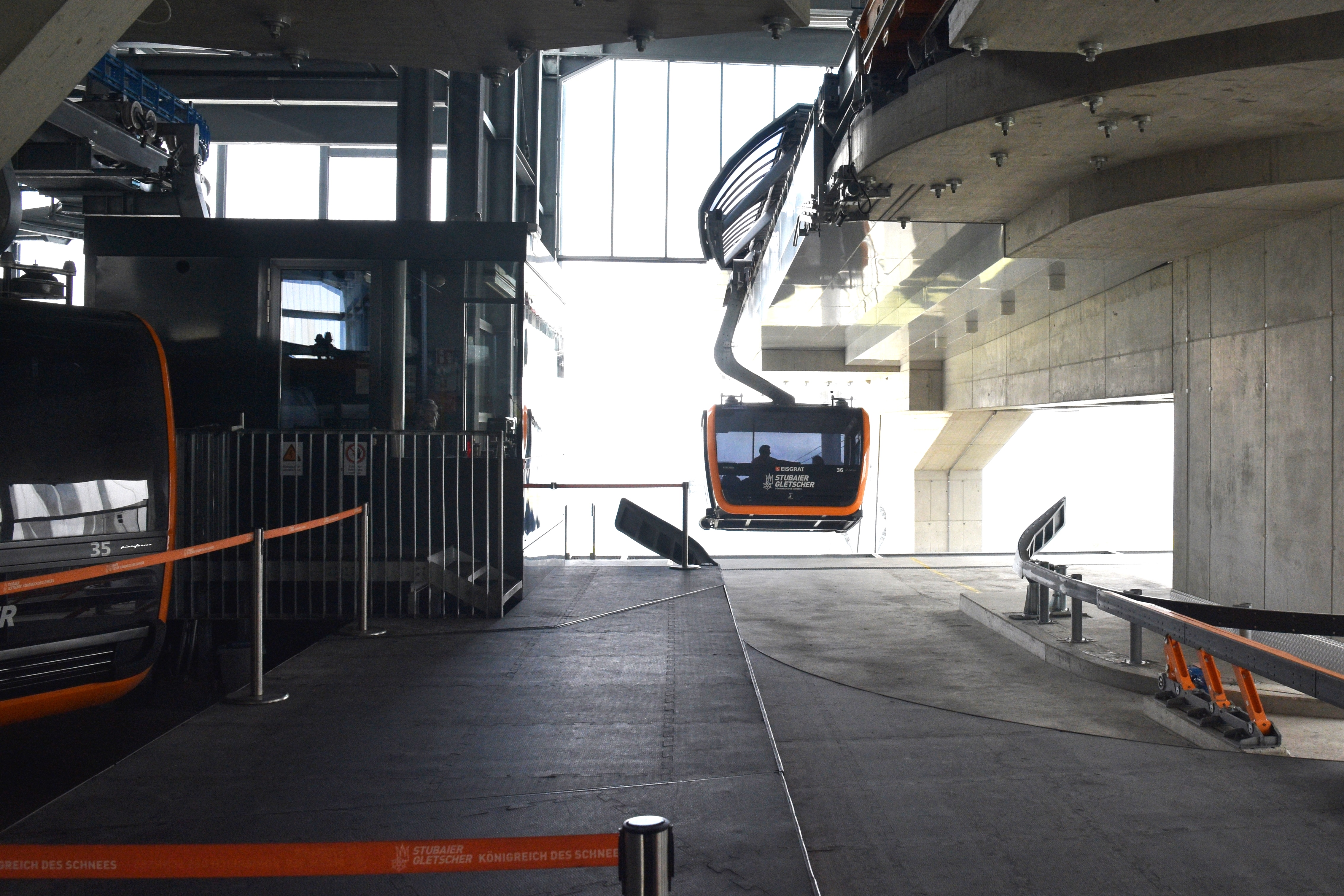
Stazione intermedia Fernau
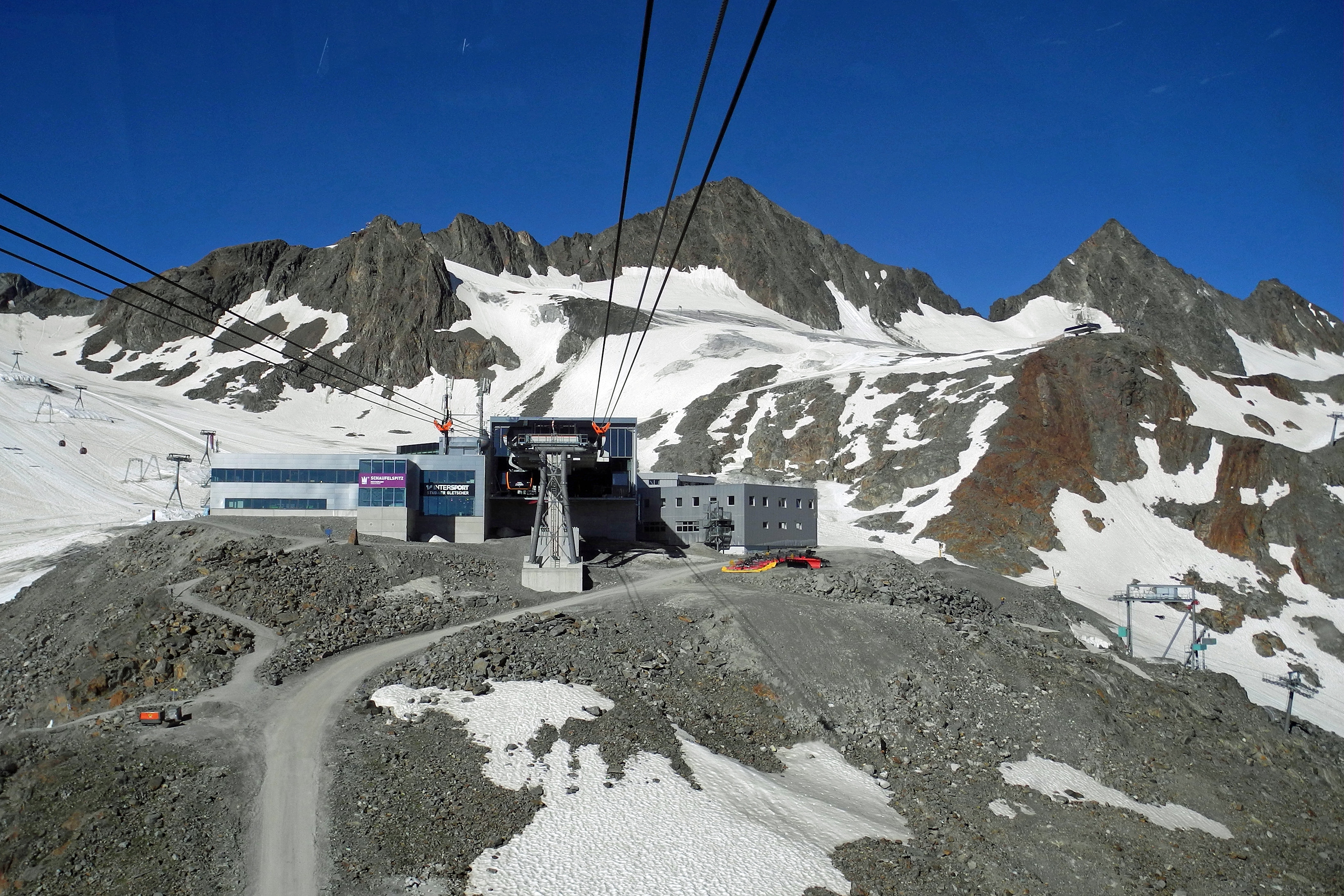
Stazione a monte
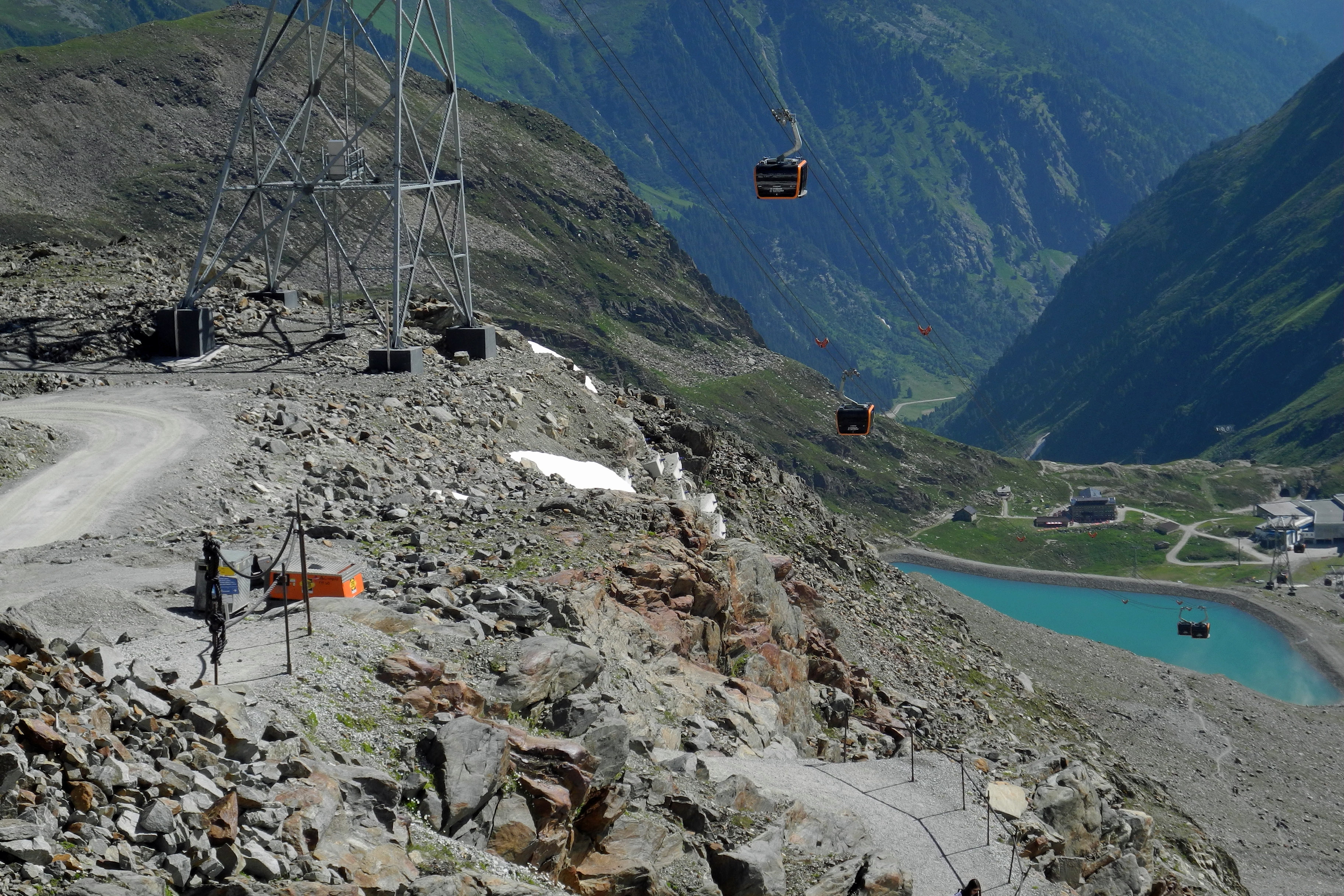
Vista della valle da una cabina dell'impianto